# Kalanchoe beauverdii
Kalanchoe beauverdii ist eine Pflanzenart der Gattung Kalanchoe in der Familie der Dickblattgewächse (Crassulaceae). Das Artepitheton ehrt den Schweizer Botaniker Gustave Beauverd (1867–1942).

## Beschreibung
Kalanchoe beauverdii ist eine vollständig kahle Kletterpflanze. Ihre schlanken, verholzten, schwachen, niederliegenden Triebe sind mehrere Meter lang. Sie sind reich verzweigt und klettern mit Unterstützung. Die sehr dicken, sukkulenten Laubblätter sind sitzend bis halbsitzend oder kurz gestielt, grün, etwas purpurn gestreift und gewöhnlich mit einem wachsartigen Reif überzogen. Sie sind in Form und Größe sehr variabel. Die linealische, schmal spatelige, speerförmige, eiförmige bis längliche, manchmal auch dreilappig-speerförmige Blattspreite ist 1,5 bis 11 Zentimeter lang und 0,3 bis 4 Zentimeter breit und an der Spitze zugespitzt. Die Basis ist leicht stängelumfassend. Der Blattrand ist ganzrandig oder im oberen Viertel mit einigen winzigen Zähnchen versehen, an denen zahlreiche, sehr leicht abfallende Brutknospen sitzen.
Der Blütenstand ist eine lockere, wenigblütige Zyme. Die hängenden Blüten sitzen an 0,6 bis 4 Zentimeter langen Blütenstielen. Die grüngelbe, etwas purpurn getönte Kelchröhre ist 1 bis 10 Millimeter lang, hat Durchmesser bis zu 12 Millimeter und endet in dreieckigen, zugespitzten Zipfeln, die 7 bis 13 Millimeter lang und 6,9 bis 8,2 Millimeter breit sind. Die Blütenkrone ist glockig, blassgrün bis graugrün mit rotpurpurnen Streifen. Die 11 bis 33 Millimeter lange Kronröhre hat eiförmige bis kreisförmige, zugespitzte Zipfel von 12 bis 17 Millimeter Länge und 8 bis 19 Millimeter Breite. Die Staubblätter sind nahe der Basis der Kronröhre angeheftet und ragen alle aus der Kronröhre heraus. Die Staubbeutel sind eiförmig und zwischen 2 und 2,4 Millimeter lang. Die eiförmig-dreieckigen  Nektarschüppchen sind 0,8 bis 2 Millimeter lang und etwa 2,5 Millimeter breit. Das schmal eiförmige Fruchtblatt ist zwischen 5 und 8 Millimeter, der Griffel zwischen 15 und 17 Millimeter lang.

## Systematik und Verbreitung
Kalanchoe beauverdii ist in Süd- und Südwest-Madagaskar im Trockenbusch und Trockenwäldern auf verschiedenen Böden in Höhenlagen bis 850 Metern verbreitet. Die Erstbeschreibung erfolgte 1907 durch Raymond-Hamet.
Ein Synonym ist Bryophyllum beauverdii. Aufgrund der Variabilität der Art existieren zahlreiche weitere Synonyme.

## Nachweise